# Dhabla Dhir
Dhabla Dhir fou un estat tributari protegit del tipus girasia garantida. Formava part de l'agència de Bhopal. La superfície era de 26 km² i la població a l'entorn de 1000 persones el 1881. El sobira o thakur rebia un subsidi o tankha (de 435 lliures) en compensació dels drets sobre la terra que tenien Indore, Gwalior, Dewas i el principat de Bhopal. A més a més exercia el domini sobre tres pobles a Shujawalpur amb la garantia dels britànics, pels que pagava una renda o tribut de 140 lliures. El thakur al mateix temps era també thakur de Kankerkhera, i exercia en aquest concepte el domin sobre un altre poble de Shujawalpur, rebent una tankha de 80 lliures i pagant un tribut addicional de 17 lliures amb deducció del 2% per la transferència de la pargana a Gwalior.